# Гаппенах
Гаппенах (нем. Gappenach) — община в Германии, в земле Рейнланд-Пфальц. 
Входит в состав района Майен-Кобленц. Подчиняется управлению Майфельд.  Население составляет 315 человек (на 31 декабря 2010 года). Занимает площадь 3,51 км².